# Cotylana acutipennis
Cotylana acutipennis är en insektsart som först beskrevs av George Willis Kirkaldy 1906.  Cotylana acutipennis ingår i släktet Cotylana och familjen sköldstritar. Inga underarter finns listade i Catalogue of Life.